# Helios. Abhandlungen und monatliche Mittheilungen aus dem Gesammtgebiete der Naturwissenschaften
Helios. Abhandlungen und monatliche Mittheilungen aus dem Gesammtgebiete der Naturwissenschaften (abreviado Helios) fue una revista con ilustraciones y descripciones botánicas que fue editada en Berlín desde el número 9 al 28 desde el año 1892 hasta 1916. Fue precedida por Abhandlungen und monatliche Mittheilungen aus dem Gesammtgebiete der Naturwissenschaften.